# Alfredo Cipriano Pons
Alfredo Cipriano Pons (* 17. Mai 1888 in Buenos Aires; † 1968) war ein argentinischer Diplomat.

## Werdegang
Er war mit María Benítez de Pons verheiratet, ihre Söhne waren Mario und Alfredo Cipriano Pons Benítez,
Am 22. Juli 1927 trat er in den auswärtigen Dienst Argentiniens und wurde Konsul dritter Klasse in Hamburg.
Am 31. März 1928 wurde er mit derselben Position in das Konsulat in Bremen versetzt.
Am 11. April 1928 wurde er an das Konsulat in Berlin versetzt.
Am 2. Juni 1932 wurde er dem Außenministerium Buenos Aires zugewiesen.
Am 31. März 1933 wurde er an das Konsulat in Hamburg gesandt.
Sein Vorgesetzten, Bartolomé Daneri beurteilte ihn im Januar 1935 als "sehr gut", eine Einschätzung, die auch die Qualifikationskommission im Oktober 1935 teilte.
Am 11. Februar 1939 wurde er zum Konsul zweiter Klasse ernannt.
Am 29. August 1940 wurde er zum Konsul erster Klasse ernannt.
Am 31. Juli 1942 wurde er dem Außenministerium in Buenos Aires zugewiesen.
Vom 15. Juli 1943 bis 16. Februar 1944 leitete er das Konsulat nach Berlin.
In den argentinischen Missionen in wurde die Vergabepraxis von Visa durch die Direktive 11 geprägt, es wurde berichtet, das Alfredo Cipriano Pons, einen Ermessensspielraum erkannte und diesen zugunsten der Verfolgten nutzte.
Er verfügte über gute Kontakte zu deutschen Stellen, ihm wurde eine antisemitische Haltung zugeschrieben und er hatte ein offenes Ohr für Bedrängte. Zumindest in einem belegbaren Fall half er 1940 einer deutschen Jüdin, entgegen den rigiden Bestimmungen seiner Regierung, eine Einreiseerlaubnis (llamada) zu erhalten.
Im September 1938 verklagte Pons Jürgen Ziebell, weil dieser Verfolgten Einreisevisa in südamerikanische Staaten gegen hohe Geldbeträge versprochen hatte. Ziebell vermittelte gestohlene finnische Pässe, die sich als unbrauchbar erwiesen.
Am 16. Februar 1944 unterbrachen die beiden Regierungen ihre diplomatischen Beziehungen.
Im Dezember 1944 wurde seine Beurteilung sehr gut durch eine Kommission bestätigt.
Vom 9. August 1945 bis 7. November 1946 hatte Exequatur als Generalkonsul in Antwerpen beschäftigt.